# Ghyvelde (commune déléguée)
Ghyvelde prononcé en français : [ɡivɛld] est une ancienne commune située dans le département du Nord, en région Hauts-de-France.
Le 1er janvier 2017, elle devient une commune déléguée après sa fusion avec Les Moëres au sein de la nouvelle commune de Ghyvelde qui prend le statut de commune nouvelle.

## Géographie

### Localisation

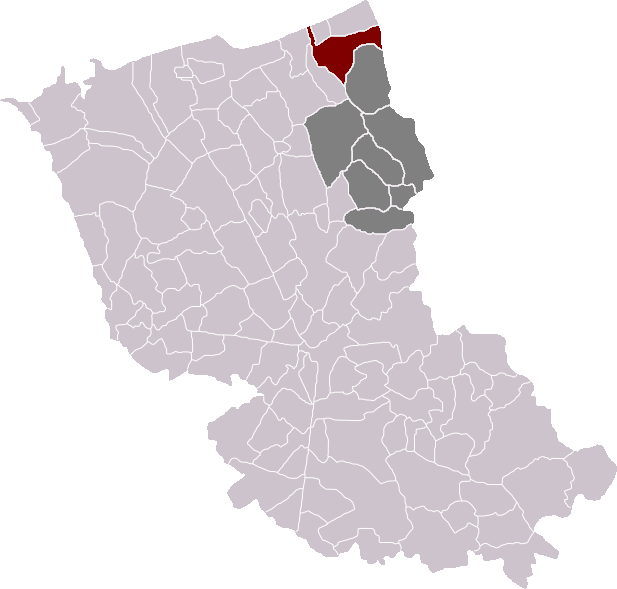
Ghyvelde dans son canton et son arrondissement

Construit au Nord des Moëres (du néerlandais de Moeren, les marais), au bord du canal reliant Furnes en Belgique, (12 km) à Dunkerque (14 km). La frontière avec la Belgique matérialise la limite Est de la ville.

### Communes limitrophes
| Zuydcoote      | Bray-Dunes | Adinkerque (La Panne) |
| Leffrinckoucke | Ghyvelde   | Furnes                |
| Uxem           | Les Moëres | Furnes                |

## Toponymie
En néerlandais, le nom de la commune est Gijvelde.

## Histoire
Ghyvelde est citée dans un cartulaire du comte de Flandres Baudouin V, daté de 1067.
Ghyvelde dépendait avant 1789 de la châtellenie de Bergues.
Du point de vue religieux, elle était située dans le diocèse de Thérouanne puis dans le diocèse d'Ypres, doyenné de Dunkerque.
Au XIIIe siècle, l'abbaye Saint-Winoc de Bergues détient à Ghyvelde, comme dans quasiment toutes les paroisses proches, des biens. En 1279, Érard de Beveren, seigneur de Wallers et sa femme Isabelle, fille du sénéchal de Flandre, donnent à l'abbaye une pièce de terre où se trouvait le monticule dit la Motte de Pont-Rouard, à Ghivelde près de la ferme de l'abbaye
En 1297, un conflit oppose le comte de Flandres Gui de Dampierre au roi de France Philippe IV le Bel, qui gagne la partie. En 1298, Raoul II de Clermont-Nesle, lieutenant du roi, voulant récompenser le chevalier Walter de Bourbourg, (famille de Bourbourg), des services qu'il a rendus au roi, lui donne la mairie (fonction de représentation du châtelain) de Ghyvelde, des terres et des rentes, le tout échu au roi pour cause de forfaiture.
En 1658, après la bataille des Dunes remportée par Turenne, Dunkerque devient anglaise. La possession anglaise recouvre non seulement la ville de Dunkerque mais aussi des territoires dont certains jusque-là relevaient de la châtellenie de Bergues : Mardyck, Grande Synthe, Petite Synthe, une partie d'Armbouts-Cappel, Cappelle-la-Grande, une partie de Coudekerque, Téteghem, Uxem, Ghyvelde, Leffrinckoucke, Zuydcoote. En 1662, Louis XIV rachète ce territoire aux Anglais.
Antoine Ricouart d'Hérouville, comte d'Hérouville a fait défricher au début du XVIIIe siècle la plaine de Ghyvelde qu'il venait de recevoir du roi Louis XIV à l'état de terres incultes, à la même époque qu'il fit assécher les terres marécageuses des Moëres qu'il avait également reçues.
En 1793, un camp de défense avait été établi à Ghyvelde, ce qui valut à la commune d'être en première ligne lors du siège de Dunkerque, affaire conclue par la bataille de Hondschoote remportée par la France : le 22 août 1793, les adversaires de la France rejettent les Français du camp de Ghyvelde et commencent le siège de Dunkerque. Le camp de Ghyvelde redeviendra français après la victoire de Hondschoote le 8 septembre 1793.
En 1866, on exploite encore au moins une tourbière située sur la commune.
En 1903, Ghyvelde est reliée à Dunkerque par le rail. Une autre ligne de chemin de fer relie Hondschoote à Bray-Dunes via Ghyvelde et Les Moëres.

### Première Guerre mondiale
Pendant la Première Guerre mondiale, en 1917-1918, Téteghem est le siège d'un commandement d'étapes, c'est-à-dire un élément de l'armée organisant le stationnement de troupes, comprenant souvent des chevaux, pendant un temps plus ou moins long, sur les communes dépendant du commandement, en arrière du front. Ghyvelde fait partie des communes concernées et a accueilli des troupes. Ghyvelde dépendait également à la même époque du commandement d'étapes de Hondschoote. En début 1917, Bray-Dunes, Ghyvelde, Les Moëres accueillent nombre de troupes belges : infanterie, artillerie, génie...
Le 25 avril 1917, la mer a rejeté à Zuydcoote, sur le territoire de Ghyvelde, le corps d'un marin portant une ceinture de sauvetage, les pieds nus. L'état du corps faisait présager que le soldat n'avait séjourné que peu de temps dans l'eau.
Le 1er mai 1917, à 19 h 50, un avion ennemi a lancé quatre bombes près du pont de Ghyvelde. Une est tombée sur une péniche chargée de charbon qui a coulé, deux dans le canal, une sur la route de Furnes. Elles ont fait quatre victimes civiles belges : deux décédées dirigées sur Ghyvelde, et deux blessées hospitalisées à Zuydcoote.
Le 5 décembre 1917, un cas de diphtérie s'est déclaré dans la ferme Mormentyn située sur la commune des Moëres. Cela a obligé les troupes belges qui y cantonnaient (15 hommes, 26 chevaux) à évacuer d'urgence les lieux. Le fils de famille va à l'école de Ghyvelde. Il y a déjà eu un cas de diphtérie, suivi de mort trois semaines plus tôt environ et l'enfant décédé allait également à l'école de Ghyvelde.

### Depuis 1918
Entre les deux guerres mondiales, Ghyvelde fait partie du dispositif de défense de la France contre une éventuelle attaque allemande : un groupe de blockhaus est construit sur la dune fossile, il s'agit avec Bray-Dunes, du point le plus septentrional du secteur fortifié des Flandres, (voir cette page pour les détails), lui-même partie intégrante de la ligne Maginot.
Dévastée à plusieurs reprises, Ghyvelde a reçu la croix de guerre en 1949.

## Politique et administration

### Liste des maires successifs de la commune déléguée
| Période                                  | Période  | Identité          | Étiquette                   | Qualité |
| ---------------------------------------- | -------- | ----------------- | --------------------------- | ------- |
| 2016                                     | 2020     | Jean Decool       | DVG                         |         |
| 2020                                     | En cours | Françoise Andries | LR-(Proches de Vous (PDV) ) | Notaire |
| Les données manquantes sont à compléter. |          |                   |                             |         |

## Population et société

### Démographie

#### Évolution démographique
L'évolution du nombre d'habitants est connue à travers les recensements de la population effectués dans la commune depuis 1793. À partir du 1er janvier 2009, les populations légales des communes sont publiées annuellement dans le cadre d'un recensement qui repose désormais sur une collecte d'information annuelle, concernant successivement tous les territoires communaux au cours d'une période de cinq ans. 
Pour les communes de moins de 10 000 habitants, une enquête de recensement portant sur toute la population est réalisée tous les cinq ans, les populations légales des années intermédiaires étant quant à elles estimées par interpolation ou extrapolation. Pour la commune, le premier recensement exhaustif entrant dans le cadre du nouveau dispositif a été réalisé en 2007,.
En 2013, la commune comptait 3 206 habitants, en évolution de +0,28 % par rapport à 2008 (Nord : +1,23 %, France hors Mayotte : +2,49 %).
| 1793  | 1800  | 1806  | 1821  | 1831  | 1836  | 1841  | 1846  | 1851  |
| ----- | ----- | ----- | ----- | ----- | ----- | ----- | ----- | ----- |
| 1 045 | 1 014 | 1 086 | 1 334 | 1 362 | 1 522 | 1 681 | 1 772 | 1 858 |

| 1856  | 1861  | 1866  | 1872  | 1876  | 1881  | 1886  | 1891  | 1896  |
| ----- | ----- | ----- | ----- | ----- | ----- | ----- | ----- | ----- |
| 1 884 | 1 944 | 1 994 | 2 186 | 2 366 | 2 438 | 1 418 | 1 481 | 1 486 |

| 1901  | 1906  | 1911  | 1921  | 1926  | 1931  | 1936  | 1946  | 1954  |
| ----- | ----- | ----- | ----- | ----- | ----- | ----- | ----- | ----- |
| 1 524 | 1 672 | 1 616 | 1 705 | 1 533 | 1 508 | 1 471 | 1 310 | 1 463 |

| 1962  | 1968  | 1975  | 1982  | 1990  | 1999  | 2007  | 2011  | 2013  |
| ----- | ----- | ----- | ----- | ----- | ----- | ----- | ----- | ----- |
| 1 786 | 2 032 | 2 014 | 3 069 | 2 973 | 3 009 | 3 150 | 3 239 | 3 206 |

#### Pyramide des âges (2007)
| Hommes | Classe d’âge | Femmes |
| ------ | ------------ | ------ |
| 0,1    | 90 ans ou +  | 0,3    |
| 3,1    | 75 à 89 ans  | 5,7    |
| 11,2   | 60 à 74 ans  | 12,3   |
| 25,9   | 45 à 59 ans  | 27,1   |
| 23,4   | 30 à 44 ans  | 21,5   |
| 15,1   | 15 à 29 ans  | 13,9   |
| 21,0   | 0 à 14 ans   | 19,2   |

| Hommes | Classe d’âge | Femmes |
| ------ | ------------ | ------ |
| 0,2    | 90 ans ou +  | 0,7    |
| 4,6    | 75 à 89 ans  | 8,2    |
| 10,4   | 60 à 74 ans  | 11,9   |
| 19,8   | 45 à 59 ans  | 19,5   |
| 21,0   | 30 à 44 ans  | 19,9   |
| 22,5   | 15 à 29 ans  | 20,9   |
| 21,5   | 0 à 14 ans   | 18,9   |

### Sports
Le ministère des sports a décompté quinze équipements sportifs sur le territoire de la commune en 2013.

## Culture locale et patrimoine

### Lieux et monuments
- L'église Saint-Vincent de style néogothique date de 1872. Sérieusement endommagée pendant la deuxième guerre mondiale, elle a été restaurée au début des années 1950[33].
- Le monument aux morts commémore les soldats tombés au combat des deux guerres mondiales[34].
- La dune fossile de Ghyvelde, vestige d'anciens bancs de sable déposés par la mer il y a 12 000 ans. Un circuit pédestre de 8 km permet de la découvrir[35].
- Écomusée du Bommelaers-Wall.
- Lac de Ghyvelde, ancienne carrière de sable dont le pourtour est devenu successivement zone de loisirs puis lotissement d'habitation.
- La ferme du Renthof aujourd'hui spécialisée dans la production des asperges sur la dune fossile est sans doute une des plus anciennes de Ghyvelde. Selon « Nos belles fermes, patrimoine rural du Nord-Pas de Calais » de Jean-Claude Grenier, p. 20–21, elle est présente sous la forme de deux bâtiments se faisant face sur la carte dressée sur ordre du maréchal De Ferraris en 1709. Construite plus tard, l'habitation est très visible sur la cadastre napoléonien.

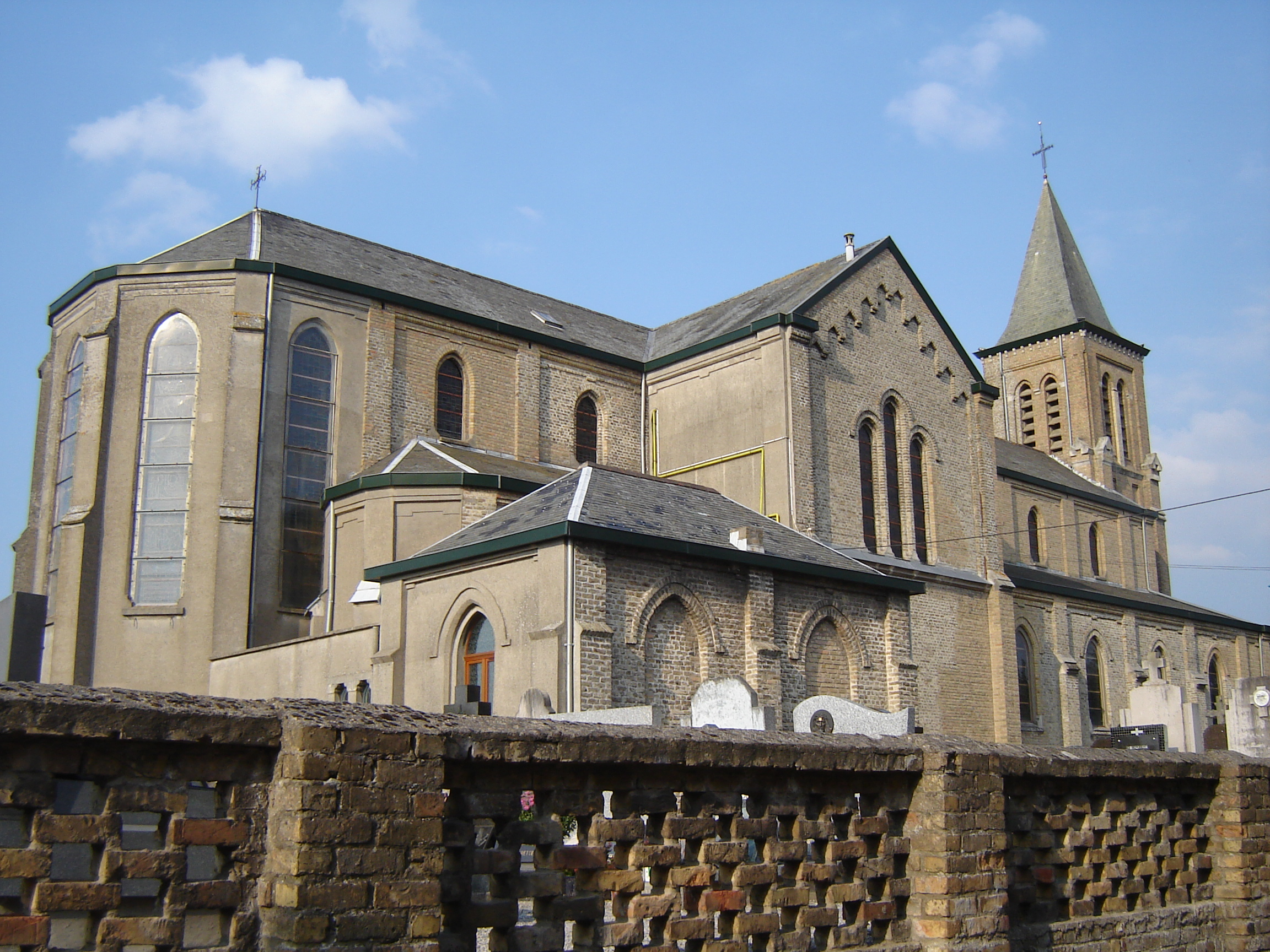
L'église Saint-Vincent.
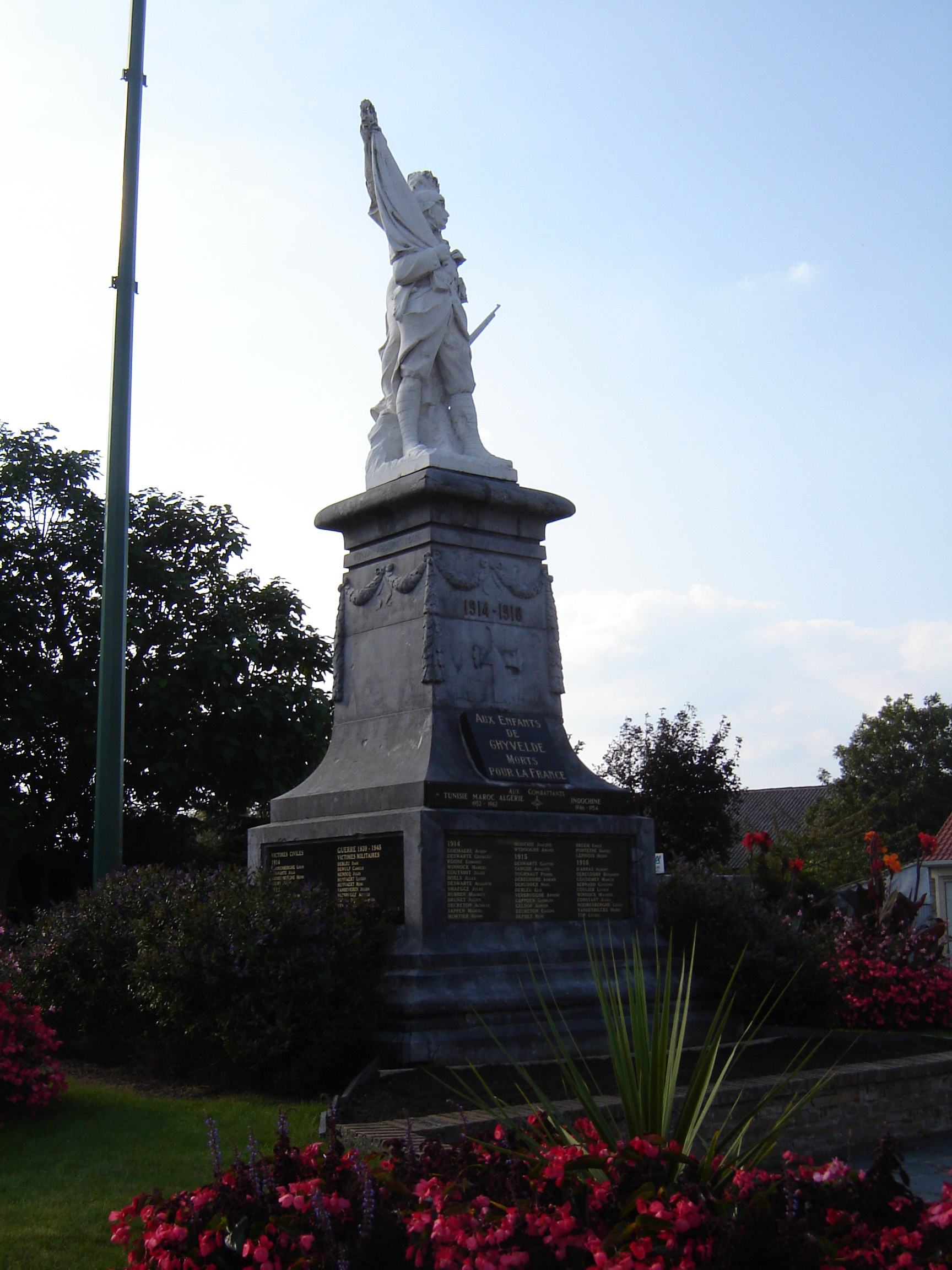
Le monument aux morts.
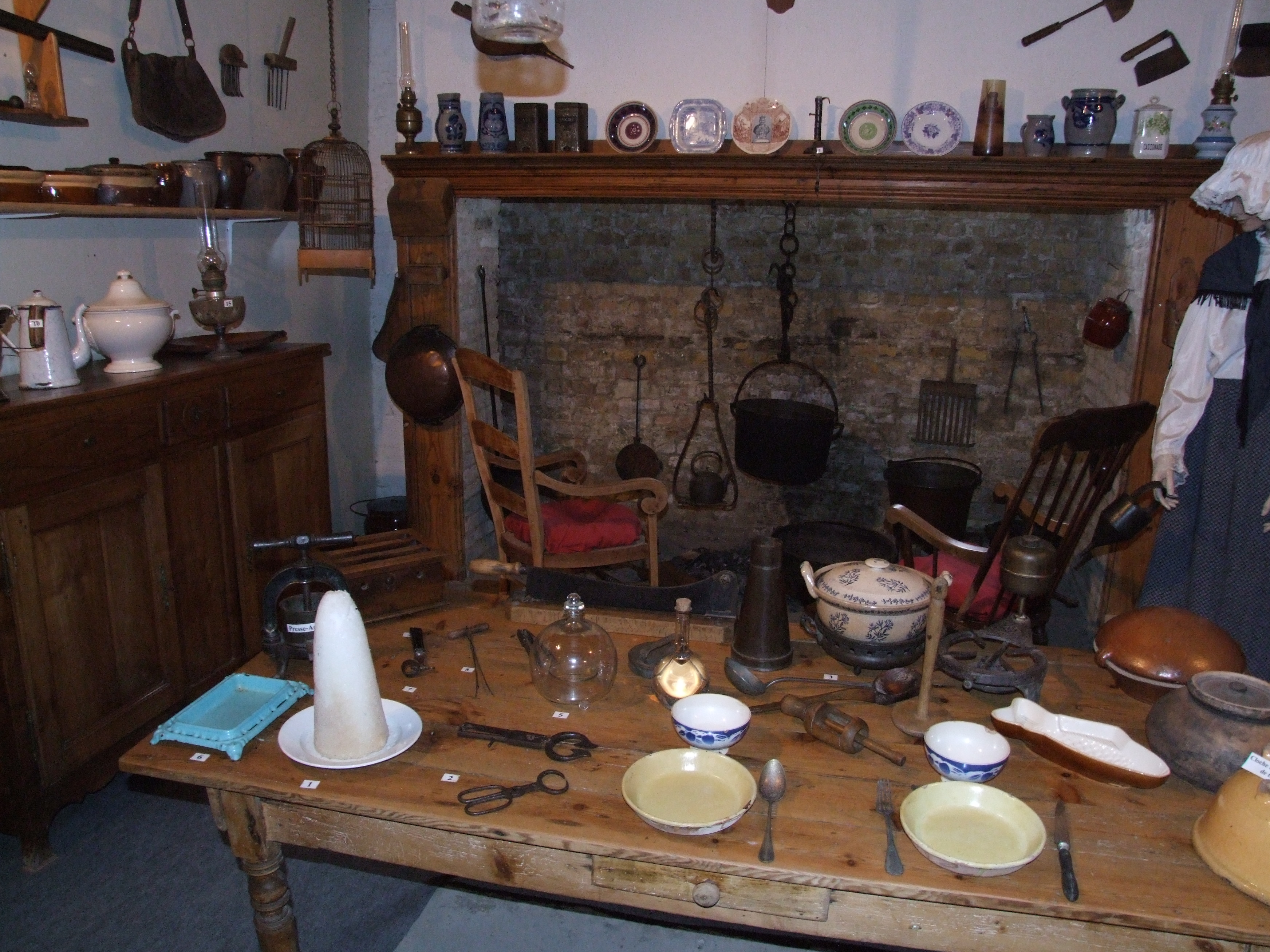
Cuisine traditionnelle flamande (Écomusée du Bommelaers-Wall).

### Personnalités liées à la commune
- Maurice Cornette, député du Nord
- Lucien Janssoone : résistant
- Frédéric Jansoone : Bienheureux
- Robert Noote : historien, chevalier des Arts et des Lettres
- Jean-Baptiste Trystram, député et sénateur du Nord
- Jean-Noël Vandaele : peintre vivant en Amérique

### Héraldique
| Blason de Ghyvelde | Les armes de Ghyvelde se blasonnent ainsi : "D'hermines à une bande de gueules chargée de trois coquilles d'or." |

### Dans la Culture populaire
En 2019, la ville a fait l'objet d'une performance de l'artiste Jean-Noël Vandaele, 'Walking Shakespeare in memories'. La dune fossile, la place Cornette, l'église Saint Vincent, et la rue nationale ont servi de support au reportage.